# Abierto de Los Ángeles (golf)
El Genesis Invitational es un torneo masculino de golf que se disputa desde 1926 en la ciudad de Los Ángeles, Estados Unidos. Forma parte del calendario del PGA Tour, y actualmente cuenta con una bolsa de premios de 9,3 millones de dólares. Anteriormente era denominado con el nombre de Abierto de Los Ángeles. 
Desde 1973, el Abierto de Los Ángeles se juega casi siempre en el Riviera Country Club de Pacific Palisades. Anteriormente visitó el Rancho Park Golf Course y el Wilshire Country Club entre otros campos de la ciudad.
En 2023, la bolsa de premios del torneo creció a 20 millones de dólares, con 3,6 millones para el ganador.

## Ganadores
Macdonald Smith y Lloyd Mangrum ganaron cuatro ediciones del Abierto de Los Ángeles, en tanto que Ben Hogan, Arnold Palmer y Bubba Watson consiguieron tres triunfos.
| Año  | Golfista                   |
| ---- | -------------------------- |
| 1926 | Harry Cooper               |
| 1927 | Bobby Cruickshank          |
| 1928 | Macdonald Smith            |
| 1929 | Macdonald Smith            |
| 1930 | Denny Shute                |
| 1931 | Ed Dudley                  |
| 1932 | Macdonald Smith            |
| 1933 | Craig Wood                 |
| 1934 | Macdonald Smith            |
| 1935 | Vic Ghezzi                 |
| 1936 | Jimmy Hines                |
| 1937 | Harry Cooper               |
| 1938 | Jimmy Thomson              |
| 1939 | Jimmy Demaret              |
| 1940 | Lawson Little              |
| 1941 | Johnny Bulla               |
| 1942 | Ben Hogan                  |
| 1943 | No se disputó              |
| 1944 | Harold "Jug" McSpaden      |
| 1945 | Sam Snead                  |
| 1946 | Byron Nelson               |
| 1947 | Ben Hogan                  |
| 1948 | Ben Hogan                  |
| 1949 | Lloyd Mangrum              |
| 1950 | Sam Snead                  |
| 1951 | Lloyd Mangrum              |
| 1952 | Tommy Bolt                 |
| 1953 | Lloyd Mangrum              |
| 1954 | Fred Wampler               |
| 1955 | Gene Littler               |
| 1956 | Lloyd Mangrum              |
| 1957 | Doug Ford                  |
| 1958 | Frank Stranahan            |
| 1959 | Ken Venturi                |
| 1960 | Dow Finsterwald            |
| 1961 | Bob Goalby                 |
| 1962 | Phil Rodgers               |
| 1963 | Arnold Palmer              |
| 1964 | Paul Harney                |
| 1965 | Paul Harney                |
| 1966 | Arnold Palmer              |
| 1967 | Arnold Palmer              |
| 1968 | Billy Casper               |
| 1969 | Charlie Sifford            |
| 1970 | Billy Casper               |
| 1971 | Bob Lunn                   |
| 1972 | George Archer              |
| 1973 | Rod Funseth                |
| 1974 | Dave Stockton              |
| 1975 | Pat Fitzsimons             |
| 1976 | Hale Irwin                 |
| 1977 | Tom Purtzer                |
| 1978 | Gil Morgan                 |
| 1979 | Lanny Wadkins              |
| 1980 | Tom Watson                 |
| 1981 | Johnny Miller              |
| 1982 | Tom Watson                 |
| 1983 | Gil Morgan                 |
| 1984 | David Edwards              |
| 1985 | Lanny Wadkins              |
| 1986 | Doug Tewell                |
| 1987 | T. C. Chen                 |
| 1988 | Chip Beck                  |
| 1989 | Mark Calcavecchia          |
| 1990 | Fred Couples               |
| 1991 | Ted Schulz                 |
| 1992 | Fred Couples               |
| 1993 | Tom Kite                   |
| 1994 | Corey Pavin                |
| 1995 | Corey Pavin                |
| 1996 | Craig Stadler              |
| 1997 | Nick Faldo                 |
| 1998 | Billy Mayfair              |
| 1999 | Ernie Els                  |
| 2000 | Kirk Triplett              |
| 2001 | Robert Allenby             |
| 2002 | Len Mattiace               |
| 2003 | Mike Weir                  |
| 2004 | Mike Weir                  |
| 2005 | Adam Scott                 |
| 2006 | Rory Sabbatini             |
| 2007 | Charles Howell III         |
| 2008 | Phil Mickelson             |
| 2009 | Phil Mickelson             |
| 2010 | Steve Stricker             |
| 2011 | Aaron Baddeley             |
| 2012 | Bill Haas                  |
| 2013 | John Merrick               |
| 2014 | Bubba Watson               |
| 2015 | James Hahn                 |
| 2016 | Bubba Watson               |
| 2017 | Dustin Johnson             |
| 2018 | Bubba Watson               |
| 2019 | John Bradley "J.B." Holmes |
| 2020 | Adam Scott                 |
| 2021 | Max Homa                   |
| 2022 | Joaquín Niemann            |
| 2023 | Jon Rahm                   |